# Gerrit Wissink
Gerardus Antonius (Gerrit) Wissink (Deventer, 2 januari 1928 – Nijmegen, 31 mei 2010) was een Nederlands sociaal geograaf en planoloog. Hij was hoogleraar aan de Radboud Universiteit Nijmegen.

## Studietijd
Gerrit Wissink werd geboren in 1928 in Deventer, waar hij ook zijn jeugd doorbracht. In 1946 begon hij met de studie sociale geografie in Utrecht. De studie werd enige tijd onderbroken voor het vervullen van de militaire dienstplicht. Na het kandidaatsexamen (1949) koos Wissink voor de vrije studierichting, waardoor hij zich kon concentreren op het toepassingsgerichte sociaal-geografische onderzoek. Als doctoraal student deed hij met Piet Kouwe onder leiding van Chris van Paassen onderzoek naar de ruimtelijke ontwikkeling van de Haarlemmermeer. In 1954 behaalde hij het doctoraal examen en kort daarop werd hij benoemd tot wetenschappelijk assistent bij het Geografisch Instituut in Utrecht.

## Haarlemmermeer
In 1955 werden de resultaten van het omvangrijke en voor die tijd zeer gedetailleerde  Haarlemmermeeronderzoek gepubliceerd. In deze studie werd de confrontatie tussen stad en platteland behandeld met nadruk op de beroepsbevolking en de verscheidenheid aan woonmilieus. Het onderzoek moest een visitekaartje worden voor de mogelijkheden van toegepast geografisch onderzoek. De Haarlemmermeer was voor het toegepaste sociaal-geografische onderzoek een interessant gebied omdat er sprake was van een sterke groei, waardoor het gebied veel werkforensen trok. Hans van Ginkel constateerde later dat de Haarlemmermeerstudie de toon zette voor de nieuwe sociale geografie in de periode 1960-1980

## American cities in perspective
In 1955 vertrok Wissink voor een periode van acht maanden naar de Verenigde Staten voor een onderzoek naar de stedelijke ontwikkeling in dit land. Deze reis vormde de basis voor zijn proefschrift, waarop hij in 1962 promoveerde. Wissinks aanpak was hier nog onmiskenbaar sociaal-geografisch. Hij omschreef het doel van zijn studie als: ‘it is meant to be a study of the actions and reactions of human groups in space, insofar as these actions and reactions actually or potentially find spatial expression in forms of land use (including transportation) and spatial patterns’ (Wissink, 1962, 1). Het veldwerk werd gedaan in Madison, Chicago, Atlanta, Philadelphia, Los Angeles en San Francisco.Hij was vooral geïnteresseerd in de ontwikkeling van de stadsranden, de zogenaamde rural-urban fringe. Fundamenteel voor dit proces achtte hij: ‘a sentiment for a rustic way of living on one’s own (whether of Anglo-Saxon, frontier or other heritage), the particular conception of space and distance, the attitudes based on the feeling that there is (or should be) plenty of everything for everybody, the attitudes based on the feeling that America is always on the move in time and space and that one does not build for generations, consumptionmindednes’ (Wissink, 1962, 296). Daarnaast waren uiteraard ook technologische ontwikkelingen en de sterke welvaartsgroei bepalend voor de ruimtelijke ontwikkeling van de Amerikaanse steden. Later zou Wissink opmerken dat hij te weinig aandacht had geschonken aan het voorspellende karakter van de Amerikaanse ontwikkeling voor de Europese situatie (Wissink, 1974).

## Hoogleraar in Nijmegen
In 1957 verliet Wissink het Geografisch Instituut van de Utrechtse universiteit. Hij werd hoofd onderzoek bij de Rijksplanologische Dienst. Kort na zijn promotie in 1962 werd hij benoemd tot hoogleraar planologie in Nijmegen. De Nijmeegse hoogleraar sociale geografie Ruud Cools wilde met de benoeming van Wissink de studenten de mogelijkheid bieden zich te bekwamen in het toegepaste sociaal-geografische onderzoek. Tot 1962 werden de studenten vooral opgeleid tot leraar aardrijkskunde. Wissinks ervaringen met het praktijkgerichte onderzoek in de Haarlemmermeer en de Verenigde Staten werden zo de basis voor de planologie-opleiding in Nijmegen. In 1972 werd de Nijmeegse planologie als hoofdvak opleiding erkend. In de jaren zeventig neemt het aantal studenten snel toe. Wissink formeert een multidisciplinaire staf voor de groeiende onderwijstaken. In 1982 kreeg de Katholieke Universiteit Nijmegen alsnog toestemming van het ministerie om een volledige opleiding planologie te beginnen, maar dit resulteerde niet in een grote toeloop van studenten. In 1987 werd een dreigende opheffing van de opleiding nog net voorkomen. In de jaren negentig werd de planologie opgenomen in het brede geheel van de faculteit Beleidswetenschappen. In 1993 ging Wissink met emeritaat.

## Het stadsgewest Nijmegen
Wissink vond de wisselwerking tussen onderwijs en onderzoek belangrijk. Veel van het doctoraalonderzoek van zijn studenten werd gericht op de analyse van de ruimtelijke ontwikkelingen in stadsgewesten. Het onderzoek naar de ruimtelijke ontwikkeling van het stadsgewest Nijmegen was het eerste grote project. Dit onderzoek kan worden gezien als een voorbeeld van procesplanning. De aanpak was gericht op het verkennen van toekomstige ontwikkelingen omdat men zich realiseerde dat sociaal-ruimtelijke processen nu eenmaal niet perfect voorspelbaar zijn. Het onderzoek werd gedaan in opdracht van het stadsgewest Nijmegen. Wissink vond dat op basis van een analyse van de bestaande ruimtelijke structuur nagegaan moest worden welke consequenties de beleidsdoelstellingen van het stadsgewest hadden. De beredeneerde effecten van het beleid op lange termijn moesten worden gebruikt om de beslissingen te verantwoorden. Een belangrijk element in deze studie betrof het nagaan van de mogelijkheden voor de woningbouw. Er werden drie scenario’s geschetst voor de middellange termijn (15 jaar). Deze scenario’s werden bekeken op hun effecten voor de spreiding de werkgelegenheid, de voorzieningen en het verkeer. Uiteindelijk werd een westwaartse ontwikkeling van het stadsgewest het meest zinvol gevonden. De ontwikkeling in noordelijke richting (de Waalsprong) werd afgeraden, omdat het realiseren van een nieuwe Waalbrug binnen 15 jaar niet realistisch werd geacht.
Tot grote teleurstelling van Wissink en zijn staf moest het onderzoek voortijdig worden afgesloten met een interim-rapportage, omdat het stadsgewest zich terugtrok als opdrachtgever.

## De stad
Vanaf de publicatie van zijn proefschrift over de Amerikaanse steden, heeft de stad Wissinks aandacht gehad. In zijn proefschrift stond vooral de ontwikkeling van de stadsrand centraal, maar in latere publicaties werd ook het stadscentrum belangrijk. Hij signaleerde dat de ontwikkeling van de mobiliteit grote invloed zou hebben op de ruimtelijke en functionele structuur van de stadscentra. Hij pleitte voor krachtige stedelijke centra waarin de ontmoetingsfunctie aantrekkelijk gemaakt moest worden voor een breed, gevarieerd publiek. Wezenlijk voor een stadscentrum achtte hij verblijf, ontmoeting, informatie en beleving. In zijn diesrede voor de Katholieke Universiteit Nijmegen in 1982 klonk zijn bezorgdheid over de uitholling van de stedelijke centrale functies en de verloedering van de openbare ruimte.

## De handelingsgerichte benadering in de planologie
Voor Wissink is planning mensenwerk. Als planoloog had hij minder aandacht voor de procedurele aspecten van planning. Zijn benadering richtte zich op het ruimtelijk handelen van individuen en groepen.  Maatschappelijke processen zijn het resultaat van individuele activiteiten en beslissingen. Ruimtelijke ontwikkelingen worden daarom voor een belangrijk deel verklaard door keuzen en gedragingen van individuen. De geringe voorspelbaarheid van de individuele reacties op overheidsmaatregelen legt beperkingen op aan het ruimtelijke beleid. ‘Individuen zijn de meest directe dragers van waarden, normen en behoeften, hoezeer deze ook door traditie en socialisatie zijn gestempeld. Door haar ingrijpen kan de overheid hun dagelijkse activiteiten enigszins vóórvormen en een aangenamer en doelmatiger kader geven’ (Wissink, 1982, 103). Ekkers (1993, 94) typeerde Wissink als volgt: ‘Je zou hem een humaan planoloog mogen noemen met een romantische ondertoon die het jammer vindt, dat kleinschalige verbanden onder de voet dreigen te worden gelopen, hoe fundamenteel deze niettemin zijn. Je zou hem ook een concreet, lokaal planoloog mogen noemen die weinig geloof heeft in abstracte planningsconcepties en die zorg wil dragen voor de dagelijkse leefwereld van gewone mensen waar zij zich thuis kunnen voelen in een steeds grootschaliger wereld. En omdat die mensen al bezig zijn met het inrichten van hun ruimte die daarom al een zekere orde vertoont, is het de eigen taak van de overheid niet die orde aan te tasten, maar als uitgangspunt te nemen van de ruimtelijke ordening, opdat die bestaande orde evenwichtiger, rechtvaardiger en doelmatiger wordt’.

## Selectie uit het wetenschappelijk werk
- De Haarlemmermeer. Plattelandsproblemen in de Randstad Holland, Assen, 1955 (met Chr. Van Paassen en P.J.W. Kouwe)
- De ontwikkeling van de Londense agglomeratie na de oorlog: plan en werkelijkheid, Geografisch Tijdschrift, 1957, 149-164
- American Cities in Perspectives; With special reference to the development of their fringe areas, Proefschrift, 1962
- Taak en toekomst van de planologie, Assen, 1963
- De ruimtelijke ontwikkeling van het stadsgewest Nijmegen tot 1985, Interimrapport (met anderen)
- Een glimp de Vooys: begrippen, in: J. Hinderink en M. de Smidt (red.), Een sociaal-geografisch spectrum. Opstellen aangeboden aan Prof. Dr. A.C. de Vooys 1949-1973, Utrecht, 1974, p. 37-45
- De ontwikkeling van onze stadscentra, gevaren, mogelijkheden. Stedebouw en Volkshuisvesting. 1975, 474-495
- Het krachtenveld van de ruimtelijke ontwikkeling, in: D.B. Needham en G.A. Wissink (red.), Ruimtelijke planning en ruimtelijke ontwikkeling: een gespannen verhouding, Assen, 1982
- Ruimtelijke ordening als mensenwerk; maatschappelijke processen en de rol van planning en beleid, Assen, 1982
- De zogeheten verloedering van onze stadscentra, Diesrede K.U. Nijmegen, 1982
- Handelen en ruimte: een beschouwing over de kern van de planologie, Stedebouw en Volkshuisvesting. 1986, 192-194
- Ruimtelijke ordening in uitvoering: Het optreden van de overheid, in: Niek Muller en Barrie Needham (red.), Ruimtelijk handelen: Meewerken aan ruimtelijke ontwikkeling, Zeist, 1989, 87-95
- De stedeling en zijn stad, Afscheidsrede, 1993

- International Standard Name Identifier: 0000 0000 2684 435X
- Library of Congress Control Number: n83200396
- Nederlandse Thesaurus van Auteursnamen: 069059403
- Système universitaire de documentation: 073924474
- Virtual International Authority File: 221811547
- WorldCat: E39PBJg8Hc76JTwXPFmjjDjt8C